# Brun flugsvamp
Brun flugsvamp (Amanita regalis) är en art i familjen Amanitaceae och släktet flugsvampar. Svampen växer på marken i sur jord i granskog i östra och norra Europa samt Alaska. I Sverige är den vanlig i större delen av landet, utom i Norrbottens län, Skåne, Blekinge och Smålandskusten samt på Öland och Gotland, där den är sällsynt.

## Utseende och ekologi
Fruktkropparna hos brun flugsvamp kommer från sommar till höst och påträffas såväl i barrmattan under granar som i mossa nära granar. Svampen blir oftast 10–25 cm hög med en fotdiameter på 1–3 cm och en hattdiameter på 10–20 cm. Foten har ring, och har en löklik uppsvällning vid basen, beklädd med fjällkransar. Ringen är hängande och vit. Hatten är oftast gulbrun till mörkbrun och har en lätt riven kant med gult fnas och är täckt av små hyllerester som kan vara vita till vitgula i färgen. Skivorna sitter tätt och är mjuka och vita. Hattformen är välvd till utbredd och hatthuden är ofta klibbig och glänsande.
Arten kan förväxlas med röd flugsvamp (A. muscaria), gråfotad flugsvamp (A. spissa), rodnande flugsvamp (A. rubescens) och ibland med panterflugsvamp (A. pantherina) samt för ovana eller slarviga plockare med stolt fjällskivling (Macrolepiota procera). Fjällskivlingen har dock en hatt med mörka fjäll mot ljus botten att jämföra med flugsvampars ljusa fjäll mot mörk botten. Unga exemplar kan likna röksvampar.

## Giftighet
Brun flugsvamp producerar ibotensyra och muscimol.